# Миясита, Сохэй
Сохэй Миясита (яп. 宮下 創平 Миясита Со:хэй, 10 ноября 1927, Ина, префектура Нагано — 10 октября 2013, Токио) — японский государственный деятель, директор Управления национальной обороны Японии (1991—1992).

## Биография
В 1953 году окончил юридический факультет Токийского университета и начал работать в министерстве финансов: в отделе бюджетного планирования, секретарем генерального секретаря кабинета министров Сигэру Хори, в отделе по вопросам коммуникаций, директором токийской таможни, директором департамента обучения, директором налоговой службы, выйдя в отставку в 1979 году.
С 1979 года на протяжении семи сроков избирался членом Палаты представителей парламента Японии от Либерально-демократической партии.
- 1991—1992 годы — директор Управления национальной обороны Японии,
- 1994—1995 годы — генеральный директор Управления по вопросам окружающей среды,
- 1998—1999 годы — министр здравоохранения и социального обеспечения кабинета во главе с премьер-министром Кэйдзо Обути.

В 2003 году заявил об уходе из политики.